# Renalt blodflöde
Renalt blodflöde (RBF) är blodflödet till njurarna, varav ca 90% når njurbarken. Blodflödet syftar till att filtrera blodet från slaggprodukter och gifter, samt att kontrollera natrium-vätskebalansen och pH-värdet i blodet. Vad njurarna i den processen filtrerar bort bildar primärurinen, som sedan kommer att lämna kroppen som urin. Blodflödet är ungefär 1/5 av hjärtminutvolymen. Flödets tryck mäts vid utredning av njurens funktion. RBF är relaterat till renalt plasmaflöde, som avser volymen på den blodplasma som når njurarna.
Trycket från det renala blodflödet är autoregulerat genom två mekanismer: myogen mekanism samt TGF (tubuloglomerulär feedback). Båda mekanismerna leder till upprätthållande av konstant blodflöde genom njurarna. Blodflödet till njurarna regleras av hormoner som styr den glatta muskulaturen och av sympatiska nervsystemet utan att parasympatiska nervsystemet hämmar det; hämning vid för högt blodflöde regleras av vasokonstriktion som uppstår av förhöjda värden av bland annat vasopressin, katekolaminer och endotelin. TGF är en viktig del av renin-angiotensinsystemet, som reagerar dels på RBF, dels på den gradienta osmolariteten i njurbarkens kapillärkärl (njurglomerulus) och njurmärgen.
RBF brukar mätas i enheten ml/min och hos en normalfrisk person ligger det runt ca 1000 ml/min, dock är flödet åldersrelaterat och värdet minskar normalt med högre ålder. Vid graviditet ökar RBF med cirka 50%.